# 猛龍怪客4
《猛龍怪客4》（英語：Death Wish 4: The Crackdown）是一部1987年美國私刑動作驚悚片，1985年電影《猛龍怪客第三集》的續集，也是《猛龍怪客》系列電影的第四部作品。電影由傑·李·湯姆遜執導，查理士·布朗遜主演，再次飾演保羅·柯西（Paul Kersey）。劇情講述保羅女友的女兒因吸毒過量死亡後，開始追查幕後兇手，並被報社老闆奈森·懷特（Nathan White，約翰·P·萊恩飾演）招募，負責緝拿洛杉磯毒品交易的毒梟們。
《猛龍怪客》系列電影的前三集導演麥可·韋納被湯姆遜所取代，成為湯姆遜與布朗遜的第七次合作。與前作相比，《猛龍怪客4》的預算大幅降低，院線發行範圍也更加有限。電影1987年11月6日在北美上映，口碑及票房皆不佳。寶萊塢電影《大陰謀家》是該片的非官方翻拍版。

## 劇情
上集事件發生大約一年後，保羅·柯西回到了洛杉磯，在自己開設的小公司擔任建築師，過著平靜的生活，但過去作為義警的噩夢一直困擾著他。保羅的現任女友是凱倫·謝爾頓，凱倫的女兒艾莉卡和男友蘭迪一起去遊樂場，結識了喬喬·羅斯。喬喬私下提供艾莉卡霹雳可卡因，導致她死於服藥過量。保羅懷疑這與蘭迪有關，於是偷偷跟著他去了遊樂場。喬喬殺了與自己對質的蘭迪，隨後保羅開槍殺死了他
在家裡，保羅收到了一個包裹，表明寄件人知道他是「義警」，並接到一通電話，威脅如果保羅不見面就報警。保羅被帶到秘密小報出版商奈森·懷特的豪宅。懷特表示，自己的女兒也因吸毒過量而死，希望聘請保羅來消滅洛杉磯的毒品交易。有兩個主要幫派爭奪當地的毒品供應：艾德·扎卡里亞斯，以及傑克與東尼·羅梅羅兄弟的勢力。保羅接受後，收下了懷特向提供的武器和資訊。與此同時，當地警察席德·萊納與菲爾·野崎警探介入喬喬之死的調查。
保羅潛入扎卡里亞斯的莊園，擔任派對調酒師。在竊聽電話後，他目睹了扎卡里亞斯謀殺了一名同事，然後才被對方發現。扎卡里亞斯命令保羅幫忙抬出屍體，同時示意自己的一名手下在完事後殺死保羅，但保羅殺了該名手下後逃跑。保羅在一家餐廳裡用酒瓶裡的炸彈殺死了扎卡里亞斯的三名打手：阿特·薩內拉、丹尼·莫雷諾和傑克·斯坦，之後又在一間高級公寓中殺了羅梅羅兄弟的頭號殺手法蘭克·鮑格斯。幾天後，懷特指示保羅前往聖佩德羅，當地的漁港充當扎卡里亞斯販毒活動的幌子。保羅闖入，殺死了幾名黑幫，並用定時炸彈炸毀了毒品加工室。野崎揭露自己是為扎卡里亞斯工作的腐敗警察，並要求保羅說出他為誰工作，但保羅反殺了對方。
保羅得以引出扎卡里亞斯和羅梅羅兄弟在油田見面，並挑撥他們互相殘殺，一場槍戰爆發；最後兩支販毒集團皆被瓦解，保羅親手殺死了扎卡里亞斯，並稱對方的毒品害死了艾莉卡。懷特向保羅表示祝賀，並約他出來碰面，但對方的手下卻用汽車炸彈埋伏，保羅險些逃脫。保羅憤怒地回到懷特莊園，卻發現一名陌生人自稱為奈森·懷特，原來假懷特冒用了其身份。假懷特的真實身份為第三位毒梟，利用保羅消滅對手，藉此漁翁得利。兩名警察接近保羅並逮捕了他，但保羅認出他們是冒牌貨而讓車子翻覆，自己藉機逃走。
為了除掉保羅，假懷特綁架了凱倫，並利用凱倫作為誘餌。萊納警探在保羅的公寓裡等待，想為野崎報仇，但保羅聲稱野崎是扎卡里亞斯的同夥，最後把萊納打暈。保羅拿起裝有榴彈發射器的步槍，前往假懷特指定的會面地點──商業大樓的停車場。在殺死了許多手下後，保羅跟隨懷特進入溜冰場，殺光了幫派的剩餘成員，然後在屋頂上與假懷特和凱倫對峙。凱倫掙脫束縛並試圖逃跑，但懷特殺死了她，保羅對此震驚，於是發射了最後一顆榴彈回敬對方。殺死對方後，保羅被到達的萊納命令投降，但保羅只是走開並說「隨你的便」。最後，萊納放下了槍，決定放他走。

## 演員
- 查理士·布朗遜飾演保羅·柯西／義警先生（Paul Kersey / Mr Vigilante）
- 凱·蘭茲飾演凱倫·謝爾頓（Karen Sheldon）
- 約翰·P·萊恩（英语：John P. Ryan）飾演法拉利／奈森·懷特（Ferrari / Nathan White）
- 派瑞·洛普茲（英语：Perry Lopez）飾演艾德·扎卡里亞斯（Ed Zacharias）
- 吳順泰（英语：Soon-tek Oh）飾演菲爾·野崎警探（Detective Phil Nozaki）
- 喬治·迪克遜（英语：George Dickerson）飾演席德·萊納警探（Detective Sid Reiner）
- 麥克·莫羅夫（Mike Moroff）飾演傑克·羅梅羅（Jack Romero）
- 丹·費羅（英语：Dan Ferro）飾演東尼·羅梅羅（Tony Romero）
- 達娜·巴倫（英语：Dana Barron）飾演艾莉卡·謝爾頓（Erica Sheldon）
- 傑西·達布森（Jesse Dabson）飾演蘭迪·維斯科維奇（Randy Viscovich）
- 丹尼·崔喬飾演阿特·薩內拉（Art Sanella）
- 大衛·方蒂諾（David Fonteno）飾演法蘭克·鮑格斯（Frank Bauggs）
- 提姆·羅斯（英语：Tim Russ）飾演傑西（Jesse）
- 马克·佩雷格里诺飾演龐克（Punk）
- 米徹·佩勒吉飾演罐頭廠實驗室工長
- 艾爾文·凱耶斯（英语：Irwin Keyes）飾演喬伊（Joey）

## 票房
《猛龍怪客》在美國上映首週排名第六。美國總票房為500萬美元，利潤約200萬美元。據指出，本片在500萬美元的預算下，總票房不到700萬美元，「為瀕臨破產的坎農集團又增添了一大筆財務失敗的清單」。

## 外部連結
- 互联网电影数据库（IMDb）上《猛龍怪客4》的资料（英文）
- 爛番茄上《猛龍怪客4》的資料（英文）
- Box Office Mojo上《猛龍怪客4》的資料（英文）
- AllMovie上《猛龍怪客4》的资料（英文）